# Commission de régulation de l'électricité et du gaz (Algérie)
Pour les articles homonymes, voir Commission de régulation de l'électricité et du gaz.
La Commission de Régulation de l’Électricité et du Gaz (CREG) a été créé en vertu de la loi n° 02-01 du 22 Dhou El Kaada 1422 correspondant au 5 février 2002, modifiée et complétée, relative à l’électricité et à la distribution du gaz par canalisations. Agissant en tant qu’un organisme indépendant, doté de la personnalité juridique et de l’autonomie financière.
La CREG a pour rôle de veiller au fonctionnement concurrentiel et transparent du marché de l’électricité et du marché national du gaz, dans l’intérêt des consommateurs et de celui des opérateurs.

## Missions de la CREG
- Réalisation     et contrôle du service public de l’électricité et de la distribution du     gaz par canalisations.
- Conseil     auprès des autorités publiques en ce qui concerne l’organisation et le     fonctionnement du marché de l’électricité et du marché national du gaz.
- Surveillance     et contrôle du respect des lois et règlements y afférents.